# Il ragazzo in blu
Il ragazzo in blu (Der Knabe in blau) è un film muto del 1919 diretto da Friedrich Wilhelm Murnau.
Il film venne distribuito anche con il titolo Der Todessmaragd (Lo smeraldo della morte).
Il regista tedesco firma con questo il suo primo lungometraggio.

## Trama
La vedova del produttore Ernst Hofmann ha fornito informazioni sulla trama.
Thomas von Weerth è l'ultimo discendente di una ricca famiglia aristocratica che vive in un castello in rovina. Nel maniero c'è un quadro, Il ragazzo in blu che ritrae un antenato, del quale Thomas è convinto di essere la reincarnazione. Il giovane del dipinto indossa un raro e misterioso smeraldo che, secondo il vecchio servitore porta disgrazia. Ma lui, grazie a un sogno, riesce a ritrovarlo. Lo attendono pericolosi incontri, incendi, furti, tradimenti e malattie.

## Produzione
Il film fu prodotto dalla compagnia Ernst Hofmann-Film e le riprese vennero effettuate nel giugno 1919 negli studi berlinesi della Saturn-Film-Atelier e a Wasserburg Vischering, Lüdinghausen (Vestfalia).